# J.League All-Star
J. League All-Star Soccer, hay còn gọi là JOMO All-Star Soccer theo tên nhà tài trợ, là một trận đấu giao hữu thường niên được tổ chức bởi Liên đoàn bóng đá Nhật Bản và J. League. Trận đấu được tổ chức hàng năm kể từ khi J. League ra đời vào năm 1993. Các cầu thủ được lựa chọn theo bình chọn của cổ động viên và đề cử từ J. League. Các huấn luyện viên cũng được bầu chọn.
Giải bóng đá Nhật Bản cũ cũng có một trận đấu all-star. Từ năm 1966 tới 1972 có 2 trận chung kết đi-vềcòn từ năm 1979 tới 1992 chỉ là một trận, đội Tây gặp đội Đông. Hai trận cuối, vào năm 1991 và 1992, là một trong số ít các trận đấu bóng đá diễn ra trên sân bóng chày Tokyo Dome.
Giải đấu mang tên theo nhà tàu trợ. Nó được gọi là Kodak All-Star Soccer từ 1993-1998 khi Kodak Nhật Bản (công ty con Nhật Bản của Eastman Kodak) tài trợ. Được gọi là Tarami All-Star Soccer từ 1999 tới 2001 sau khi công ty thực phẩm Tarami tàu trợ. Và được gọi là JOMO All-Star Soccer kể từ năm 2002.

## Lựa chọn đội
- Tất cả các đội J. League Hạng 1 được chia và hai đội, J-West và J-East, dựa theo vị trí địa lý. Do hai đội cần số lượng đội cân bằng, một số câu lạc bộ ở miền trung Nhật Bản sẽ được chia vào cho phù hợp. Hai trận đấu năm 1995 và 1996 là những ngoại lệ, các câu lạc bộ được chia dựa theo thứ hạng của mùa trước đó. Một là J-Altair, còn lại là J-Vega.
- Mỗi đội gồm 16 cầu thủ, 1 huấn luyện viên và 2 trợ lý. 11 cầu thủ (1 TM, 3 HV, 3 TV và 3 TĐ cùng với cầu thủ được bình chọn nhiều thứ 4) sẽ được chọn bởi các CĐV. Không thể có hơn 4 cầu thủ của một câu lạc bộ. 5 cầu thủ còn lại được chọn theo đề nghị của J. League để chắc chắn rằng mỗi câu lạc bộ có ít nhất một cầu thủ. Các cổ động viên cũng lựa chọn 1 huấn luyện viên và 2 trợ lý. Huấn luyện viên có số phiếu bầu cao nhất sẽ là HLV trưởng hai người xếp thứ 2 và 3 là trợ lý.

## Kết quả
| Ngày                         | Địa điểm                              | Tỉ số                             | Cầu thủ xuất sắc nhất                 | Ghi chú                                   |
| ---------------------------- | ------------------------------------- | --------------------------------- | ------------------------------------- | ----------------------------------------- |
| 17 tháng 7 năm 1993          | Sân vận động Kỷ niệm Universiade Kobe | J-EAST 2 J-WEST 1                 | Kazuyoshi Miura (V. Kawasaki)         |                                           |
| 23 tháng 7 năm 1994          | Hiroshima Big Arch                    | J-EAST 1 J-WEST 2                 | Akihiro Nagashima (Shimizu)           |                                           |
| 22 tháng 7 năm 1995          | Sân vận động Olympic Quốc gia         | J-Vega 4 J-Altair 0               | Shoji Jo (Ichihara)                   |                                           |
| 6 tháng 7 năm 1996           | Sân vận động Nagai                    | J-Vega 2 (PK 4) J-Altair 2 (PK 3) | Dragan Stojković (Nagoya)             |                                           |
| 27 tháng 7 năm 1997          | Sân vận động Kỷ niệm Universiade Kobe | J-EAST 1 J-WEST 4                 | Patrick Mboma (G. Osaka)              |                                           |
| 16 tháng 8 năm 1998          | Sân vận động Quốc tế Yokohama         | J-EAST 1 J-WEST 3                 | Dragan Stojković (Nagoya)             |                                           |
| 31 tháng 7 năm 1999          | Sân vận động Nagai                    | J-EAST 2 J-WEST 3                 | Hiroaki Morishima (C. Osaka)          |                                           |
| 26 tháng 8 năm 2000          | Sân vận động Miyagi                   | J-EAST 2 J-WEST 5                 | Dragan Stojković (Nagoya)             |                                           |
| 4 tháng 8 năm 2001           | Sân vận động Toyota                   | J-EAST 4 J-WEST 3                 | Atsushi Yanagisawa (Kashima)          |                                           |
| 24 tháng 8 năm 2002          | Sân vận động Saitama                  | J-EAST 2 J-WEST 1                 | Emerson (Urawa)                       |                                           |
| 9 tháng 8 năm 2003           | Sapporo Dome                          | J-EAST 3 J-WEST 1                 | Patrick Mboma (Tokyo V.)              |                                           |
| 3 tháng 7 năm 2004           | Sân vận động Niigata                  | J-EAST 3 J-WEST 3                 | Naohiro Ishikawa (F.C. Tokyo)         |                                           |
| 9 tháng 10 năm 2005          | Sân vận động Ōita                     | J-EAST 2 J-WEST 3                 | Magno Alves (Oita)                    |                                           |
| 15 tháng 7 năm 2006          | Sân vận động bóng đá Kashima          | J-EAST 4 J-WEST 1                 | Yuji Nakazawa (Yokohama FM)           |                                           |
| 4 tháng 8 năm 2007           | Sân vận động Ecopa                    | J-EAST 2 J-WEST 3                 | Yoshito Okubo (C. Osaka)              |                                           |
| 2 tháng 8 năm 2008           | Sân vận động Quốc gia Tokyo           | J. League 1 K-League 3            | Choi Sung-Kuk (Seongnam Ilhwa Chunma) | *J-League All Stars v. K-League All Stars |
| 8 tháng 8 năm 2009           | Sân vận động Incheon Munhak           | K-League 1 J. League 4            | Lee Jung-Soo (Kyoto Sanga F.C.)       | K-League All Stars v. *J-League All Stars |
| Không diễn ra 2010 tới 2012. |                                       |                                   |                                       |                                           |
| 13 tháng 8 năm 2013          | Sân vận động Quốc gia Tokyo           | J. League v.s Asian All Stars     |                                       |                                           |

## JOMO Cup Trận đấu trong mơ J. League
J. League All-Star Soccer là một trận đấu khác với JOMO Cup Trận đấu trong mơ J. League. Trận đấu này được tổ chức từ năm 1995 tới 2001 và bao gồm các cầu thủ Nhật Bản tại J. League (trừ trận đấu năm 1997 và 2000, Đội tuyển Quốc gia Nhật Bản) cùng với các cầu thủ nước ngoài.
Kết quả
| Ngày                 | Tỉ số                                   | Địa điểm thi đấu              | Ghi chú |
| -------------------- | --------------------------------------- | ----------------------------- | --- |
| 10 tháng 10 năm 1995 | Nhật Bản 3 Phần còn lại Thế giới 1      | Sân vận động Olympic Quốc gia | - |
| 10 tháng 10 năm 1996 | Nhật Bản 1 Phần còn lại Thế giới 2      | Sân vận động Olympic Quốc gia | - |
| 28 tháng 8 năm 1997  | ĐTQG Nhật Bản 0 Phần còn lại Thế giới 0 | Sân vận động Urawa Komaba     | Trận đấu được thi đấu nhằm chuẩn bị cho ĐTQG Nhật Bản trước vòng loại cuối cùng FIFA World Cup 1998.                                                  |
| 10 tháng 10 năm 1998 | Nhật Bản 3 Phần còn lại Thế giới 1      | Sân vận động Olympic Quốc gia | Cầu thủ khách mời của đội Phần còn lại Thế giới: José Luis Chilavert                                                                                  |
| 11 tháng 10 năm 1999 | Nhật Bản 1 Phần còn lại Thế giới 3      | Sân vận động Olympic Quốc gia | Cầu thủ khách mời của đội Phần còn lại Thế giới: Leonardo Araújo và Roberto Baggio                                                                    |
| 4 tháng 10 năm 2000  | ĐTQG Nhật Bản 2 Phần còn lại Thế giới 0 | Sân vận động Olympic Quốc gia | Trận đấu được thi đấu nhằm chuẩn bị cho ĐTQG Nhật Bản chuẩn bị tham dự AFC Asian Cup. Cầu thủ khách mời của đội Phần còn lại Thế giới: Roberto Baggio |
| 2 tháng 9 năm 2001   | Nhật Bản 2 Phần còn lại Thế giới 4      | Sân vận động Olympic Quốc gia | Cầu thủ khách mời của đội Phần còn lại Thế giới: Patrick Mboma                                                                                        |